# ان‌جی‌سی ۶۶۲۱
ان‌جی‌سی ۶۶۲۱ (انگلیسی: NGC 6621) یک کهکشان مارپیچی در حال برهم‌کنش در صورت فلکی اژدها است که در فاصله ۲۶۰ میلیون سال نوری از زمین قرار دارد.